# 喬治 (西開普省)

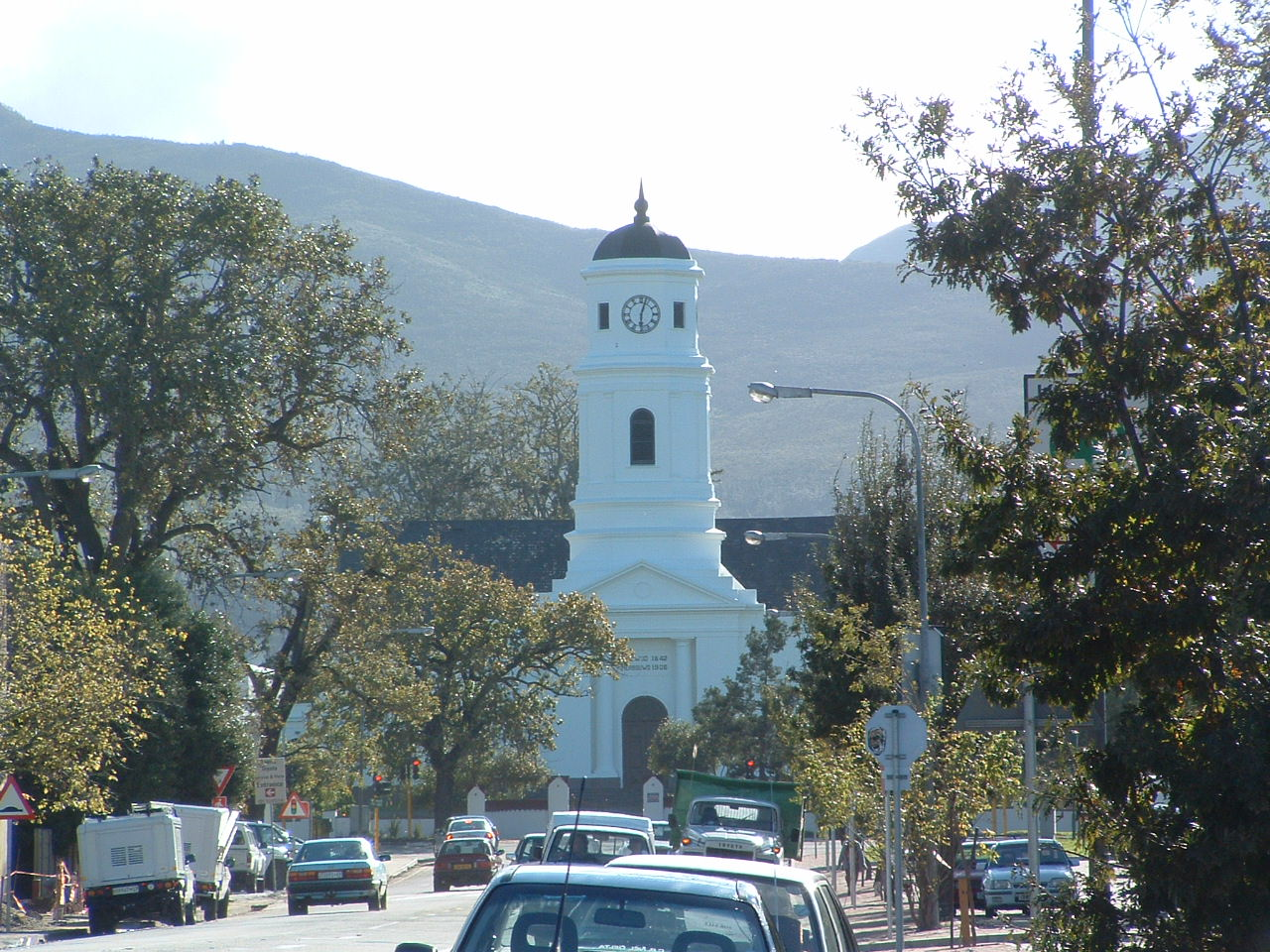
喬治

喬治（英語：George, Western Cape）是南非的城市，位於該國南部開普敦以東430公里，由西開普省負責管轄，始建於1811年，面積58.71平方公里，2007年人口68,557，人口密度每平方公里1,200人。

## 外部連結
- Brief History of George
- Clickonit Local George News & Print Publication （页面存档备份，存于）
- George Herald Local George Newspaper （页面存档备份，存于）
- Official town website
- George history overview